# 史梦琦
史梦琦（？—？），江苏阳湖县人，清朝政治人物。
乾隆三十四年（1769年）己丑科進士。乾隆五十四年（1789年）任福建漳州府知府一职。